# Oriel College
Das Oriel College (vollständiger Name: The House of the Blessed Mary the Virgin in Oxford, commonly called Oriel College, of the Foundation of Edward the Second of famous memory, sometime King of England) ist eines der konstituierenden Colleges der University of Oxford; es wurde um 1324 von Adam de Brome gegründet.
Eduard II. gründete 1326 zu Ehren der Jungfrau Maria The House of Blessed Mary the Virgin in Oxford, nachdem er bei der Schlacht von Bannockburn gerettet worden war. Das ursprüngliche Gebäude wurde L’Oriole genannt, so dass das College den Namen Oriel College erhielt. Im 17. Jahrhundert wurde das Vordergebäude weitgehend in einem prunkvollen gotischen Stil restauriert.
Fellow am Oriel College waren unter vielen anderen John Keble, John Henry Newman und Edward Bouverie Pusey.

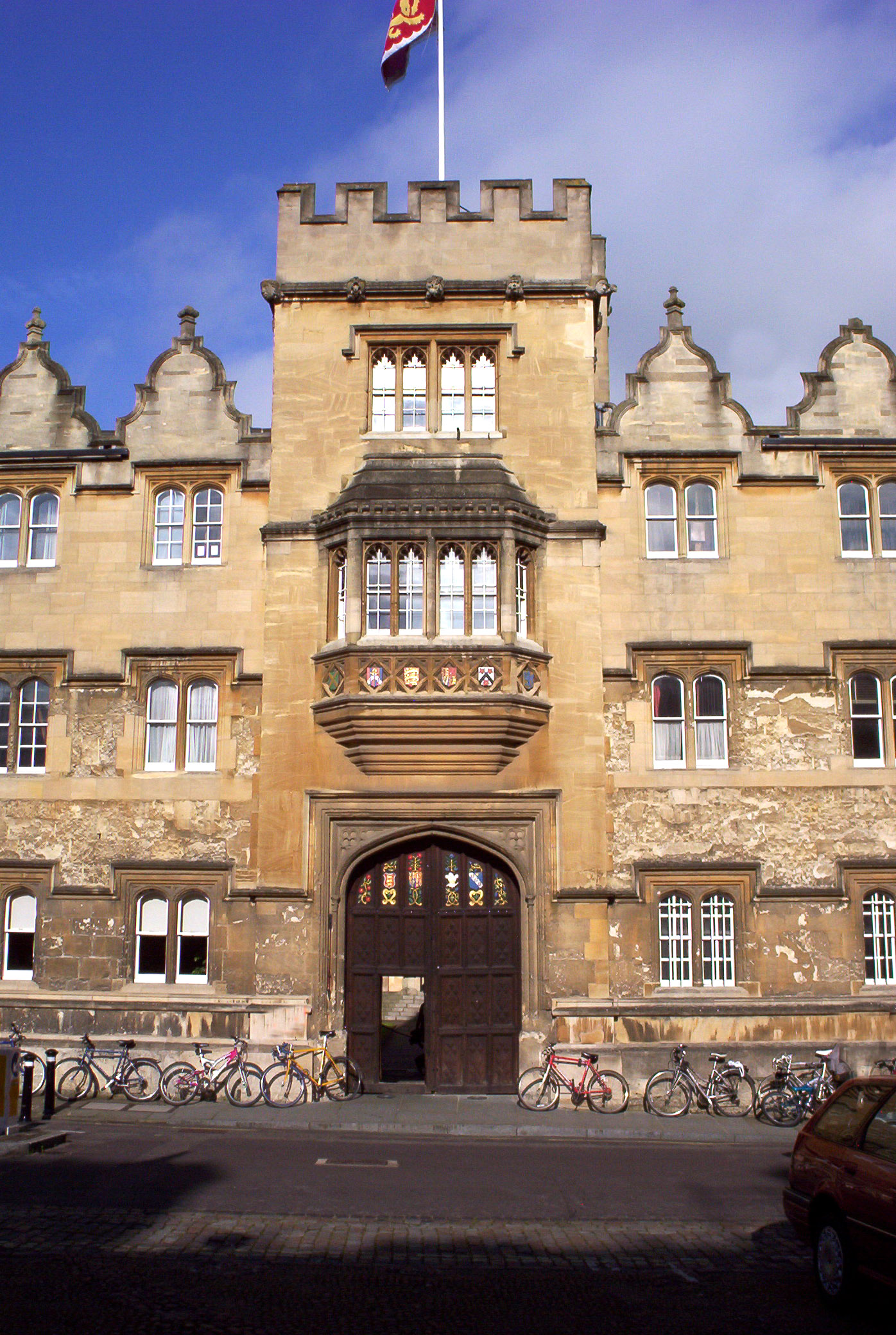
Haupteingang des Oriel College
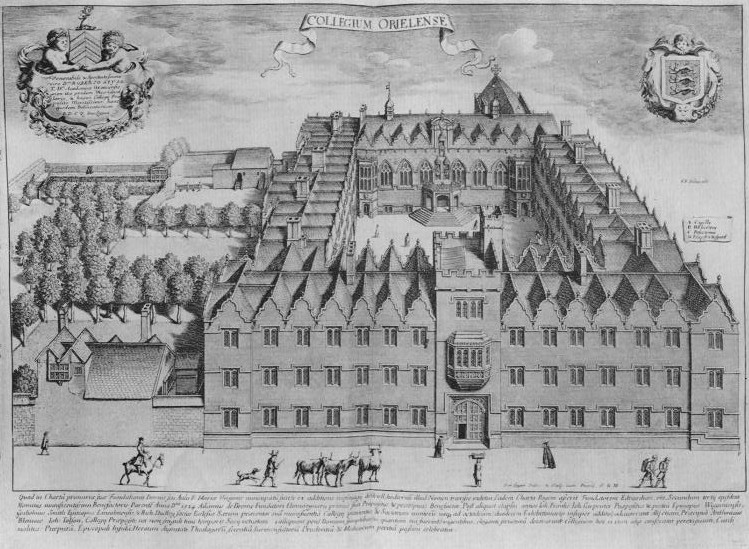
Kupferstich des Colleges aus dem Jahre 1675; Blick von Osten auf den Haupteingang
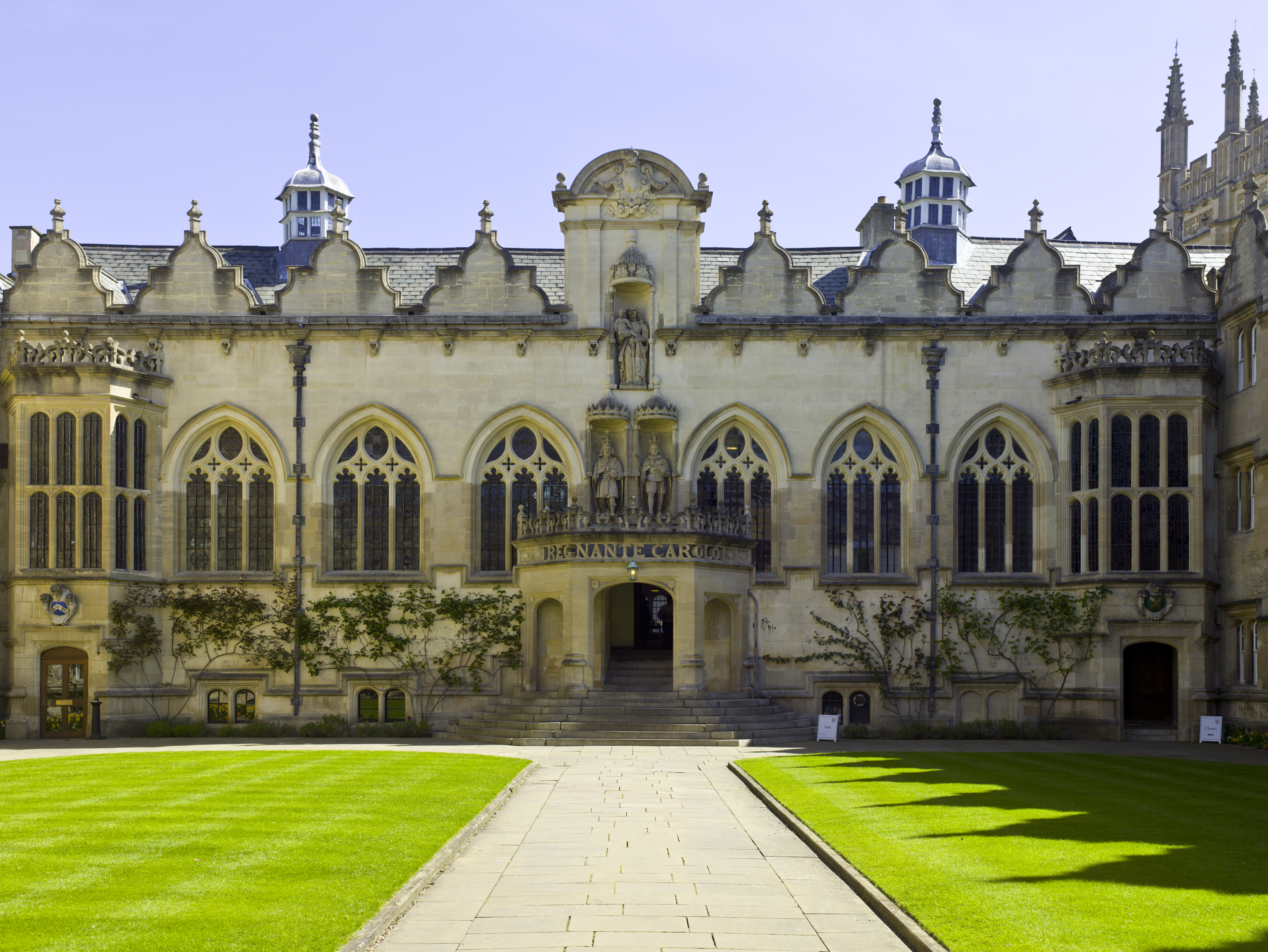
Vorderer Innenhof („Front Quad“) mit dem Eingangsportal zur College-Halle